# Anomala phagedaenica
Anomala phagedaenica är en skalbaggsart som beskrevs av Ohaus 1916. Anomala phagedaenica ingår i släktet Anomala och familjen Rutelidae. Inga underarter finns listade i Catalogue of Life.